# Wet van Fourier

Warmtestroom van de warme naar de koude zijde

De wet van Fourier beschrijft de warmteoverdracht door geleiding. Deze relatie is gevonden door Joseph Fourier in 1822.
In één dimensie luidt deze wet:
{\displaystyle {\frac {J_{x}}{S}}=-\lambda {\frac {\mathrm {d} T}{\mathrm {d} x}}}
Daarin is:
{\displaystyle J_{x}} de warmtestroom in de x-richting [W]
{\displaystyle S} het oppervlak waardoor het warmtetransport plaatsvindt [m2]
{\displaystyle \lambda } de warmtegeleidingscoëfficiënt van het voorwerp [W m−1 K−1]
{\displaystyle \mathrm {d} T/\mathrm {d} x} de temperatuurgradiënt [K/m]
Voor stationaire (tijdsonafhankelijke) geleiding door een voorwerp met lengte Δx en doorsnede S waarover een temperatuurverschil ΔT staat (zie de afbeelding), kan de warmtestroom berekend worden met:
{\displaystyle J={\frac {\Delta Q}{\Delta t}}=\lambda S{\frac {\Delta T}{\Delta x}}}

## Integraalvorm
Door de differentiaalvergelijking te integreren over het totale oppervlak {\displaystyle S} van een lichaam krijgen we de integraalvorm van de wet van Fourier:
{\displaystyle {\frac {\partial Q}{\partial t}}=\lambda \iint _{S}\nabla T\cdot {\vec {\mathrm {d} S}}}
met (in SI-eenheden)
{\displaystyle {\frac {\partial Q}{\partial t}}} de verandering van de warmte in het voorwerp in de tijd [W] (positief bij opwarming, negatief bij afkoeling)
{\displaystyle \nabla T} de temperatuurgradiënt [K·m−1]
{\displaystyle {\vec {\mathrm {d} S}}} een georiënteerd oppervlakte-element [m2]
In één dimensie levert dit de warmtestroom voor een homogeen materiaal tussen twee randen met vaste temperatuur als boven.
Deze wet vormt het uitgangspunt voor de afleiding van de warmtevergelijking. De wet van Fick is het analogon voor het geval van stofoverdracht; de wet van Ohm is het elektrische analogon.